# سیجی میاگوچی
سیجی میاگوچی (ژاپنی: 宮口 精二 Miyaguchi Seiji؛ ۱۵ نوامبر ۱۹۱۳ – ۱۲ آوریل ۱۹۸۵) هنرپیشه اهل ژاپن بود. وی بین سال‌های ۱۹۳۳ تا ۱۹۸۵ میلادی فعالیت می‌کرد.
از فیلم‌هایی که در آن نقش داشته، می‌توان به هفت سامورایی و اوایل تابستان اشاره کرد.